# Leucotrieno E4
Leucotrieno E4 (LTE4) é um tipo de leucotrieno.